# Erazm von Manteuffel
Erazm von Manteuffel-Arnhausen (ur. 1480 w Lipiu, zm. 27 stycznia 1544 w Kazimierzu Pomorskim) – biskup kamieński w latach 1521–1544. 

## Życiorys
Wywodził się z pomorskiej linii rycerskiego rodu Manteuffelów. Był synem Egharda von Manteuffela i Gertrudy von Borcke.
Gruntownie wykształcony. Studiował na uniwersytetach w Gryfii, Lipsku i Bolonii. W 1503 uzyskał tytuł bakałarza nauk prawnych. Od 1504 przebywał na dworze księcia pomorskiego Bogusława X. Pracował w kancelarii książęcej. Był też nauczycielem księcia Jerzego I.
Od początku XVI wieku Erazm Manteuffel poświęcił się karierze duchownej. Był kanonikiem katedry w Kamieniu Pomorskim, kolegiaty w Szczecinie i archidiakonem w Passewalku. W 1518 został koadiutorem biskupa kamieńskiego Marcina von Karith. W tej roli wystąpił do księcia Bogusława X ze zdecydowaną prośbą o rozpędzenie mnichów z klasztoru w Białobokach, jako sprzyjających ruchom reformacyjnym. 
W 1521 objął funkcję biskupa kamieńskiego. Okres jego pontyfikatu przypadł na czasy rozwoju Reformacji. Manteuffel nie był w stanie przeciwdziałać rozwojowi protestantyzmu w miastach pomorskich, do którego poniekąd osobiście się przyczynił doprowadzając do rozproszenia białobockich zakonników wędrujących teraz po obszarze całego księstwa i głoszących reformę religii. Miał jednak poparcie w szlachcie, która sprzeciwiała się nowemu prądowi religijnemu i zapewniała wsparcie swojemu ordynariuszowi w prowadzeniu kontrreformacji. 
13 grudnia 1534 uczestniczył w sejmie trzebiatowskim. Po jego zakończeniu odmówił przystąpienia do Pomorskiego Kościoła Ewangelickiego. Odrzucił zarówno Ordynację Kościelną Jana Bugenhagena z 1535, jak i agendę do niej z 1542.
W wyniku sekularyzacji dóbr kościelnych utracił władzę nad kamieńskim dominium biskupim. Stracił też faktyczną władzę nad diecezją kamieńską, która została podporządkowana administracji luterańskiego konsystorza oraz mianowanych przez książąt pomorskich generalnych superintendentów. Nie mając wpływu na Kościół Pomorza wycofał się z życia publicznego.

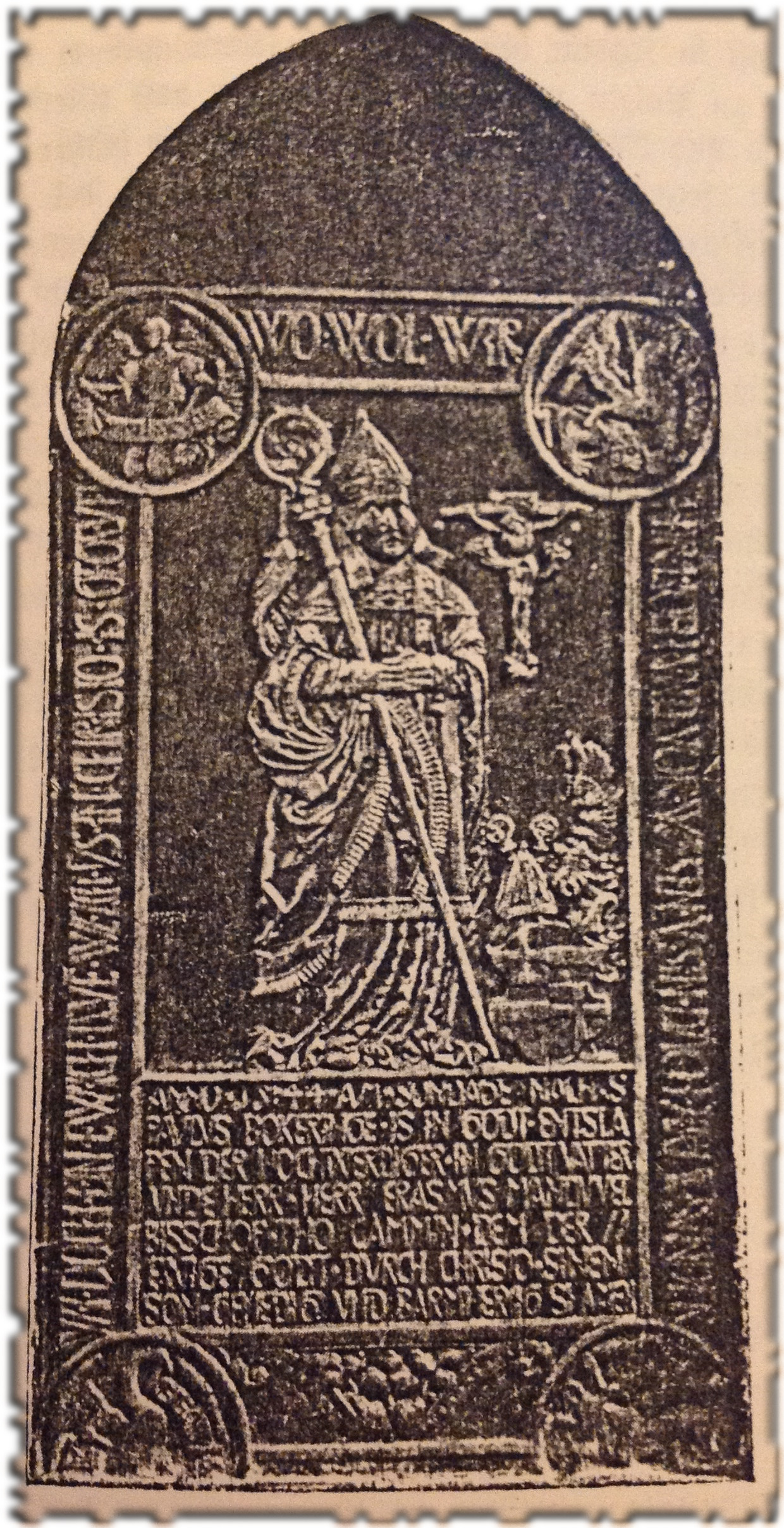
Płyta grobowa Erazma Manteuffla w kościele Niepokalanego Poczęcia NMP w Połczynie-Zdroju

Erazm von Manteuffel zmarł w 1544 na zamku myśliwskim w Kazimierzu Pomorskim pod Łeknem. Pochowany został w kościele parafialnym Połczynie-Zdroju. Był ostatnim katolickim biskupem kamieńskim. Po jego śmierci urząd ten objął luteranin, kanclerz pomorski i superintendent kołobrzeski Bartłomiej Swawe.

## Pomniki biskupa
- W kościele parafialnym w Połczynie-Zdroju zachowała się płyta nagrobna z wizerunkiem biskupa Erazma Manteuffla.
- W 2000 w Połczynie-Zdroju na placu przykościelnym odsłonięto pomnik biskupa Erazma Manteuffla.